# Wango (bande dessinée)
Wango est une série réaliste d'aventures publiée dans Vaillant de 1957 à 1960, destinée à remplacer la série Lynx blanc. Série chorale par sa succession d'auteurs, elle est créée par Jean Ollivier puis reprise au scénario par Roger Lécureux et Georges Rieu. Wango est successivement dessiné par Eduardo Coelho et Paul Gillon.

## Histoire
Wango est un marin qui bourlingue à travers le monde. Capitaine au long-cours, il voyage dans les mers du Sud accompagné d'un vieux chinois philosophe, Li-Fou, le "sage des sages" qui distille ses maximes avec placidité. Sous la plume de Gillon, c'est un nouvel acolyte chinois qui accompagne Wango, Petit-Soleil, plus jeune et plus rondouillard, mais toujours aussi sage.

## Publication dansVaillant
- Wango (sans titre d'épisode) avec Eduardo Coelho (dessin) et Jean Ollivier (scénario), 27 planches, n°658 à 684, 1957-58.
- L’Empereur des îles avec Paul Gillon (dessin) et Roger Lécureux (scénario), n°685 à 694 puis du n°696 à 709, 1958[1].
- Les Pêcheries maudites avec Paul Gillon (dessin) et Roger Lécureux et Georges Rieu (scénario), n°710 à 724, 1958-59.
- Le Palais de marbre rose avec Paul Gillon (dessin) et Georges Rieu (scénario), n°725 à 770, 1959-60.

### Illustrations
- Wango (dessins de Coelho), annonces du début de la série, n°655-656-657, 1957.
- Couverture (dessin de Coelho), n°663, 1958.

### Parodie
- Gag de Roger Mas, n°747, 1959.

## Traductions
- Portugais (pour l'histoire dessinée par Coelho) : traduit et publié dans le numéro spécial 28 de Mundo de Aventuras (pt), le 28 juillet 1981[3].
- Néerlandais : Wango de Gillon, Lécureux et Rieu, éditions Panda, 1981 (traduction de l'album Furioso).

## Documentation
- Hervé Cultru, « Wango », dans Vaillant, 1942-1969 la véritable histoire d'un journal mythique, chap. 8 : Horizons lointains et jungles mystérieuses, éditions Vaillant collector, 2006.